# Вайзендорф
Вайзендорф (нім. Weisendorf) — громада в Німеччині, розташована в землі Баварія. Підпорядковується адміністративному округу Середня Франконія. Входить до складу району Ерланген-Гехштадт.
Площа — 36,72 км2. Населення становить 6592 ос. (станом на 31 грудня 2020).

## Географії

### Адміністративний поділ
Громада  складається з 14 районів:
- Боксбрунн
- Бух
- Кайрліндах
- Міттельдорф
- Нанкендорф
- Ноєнбюрг
- Оберліндах
- Райнерсдорф
- Ройт
- Рецельсдорф
- Зауергайм
- Шмідельберг
- Зінтманн
- Вайзендорф